# جيمس واتسون (سياسي)
جيمس واتسون (بالإنجليزية: James Watson)‏ هو محامي وسياسي أمريكي، ولد في 6 أبريل 1750 في الولايات المتحدة، وتوفي في 15 مايو 1806 في نيويورك في الولايات المتحدة. حزبياً، نشط في الحزب الفيدرالي الأمريكي. وقد انتخب عضو جمعية ولاية نيويورك وانتخب عضو مجلس ولاية نيويورك وانتخب عضو مجلس الشيوخ الأمريكي (17 أغسطس 1798 – ).